# روح بن عبادة
أبو محمد روح بن عبادة بن العلاء بن حسان بن عمرو بن مرثد القيسي البصري، من قيس بن ثعلبة. وهو من أئمة ورواة الحديث وهو ثقة، كان من كبار المحدثين، وكان وراقًا. قال يعقوب بن شيبة: روح كان أحد من يتحمل الحمالات وكان سريًا مريًا، كثير الحديث جدًا، صدوقًا، سمعت عليًا يقول: من المحدثين قوم لم يزالوا في الحديث، لم يشغلوا عنه، نشئوا، فطلبوا، ثم صنفوا، ثم حدثوا، منهم روح بن عبادة. توفي في جمادى الأولى سنة خمس ومائتين.

## روايته للحديث النبوي
- حدث عن: ابن عون، وهشام بن حسان، وأشعث بن عبد الملك الحمراني، وعوف الأعرابي، وحسين المعلم، وأسامة بن زيد المدني، وإسماعيل بن مسلم العبدي، وأيمن بن نابل، وزكريا بن إسحاق، وعباد بن إسحاق، وابن جريج، وعبيد الله بن الأخنس، وعلي بن سويد بن منجوف، وعمر بن سعيد بن أبي حسين، ومحمد بن أبي حفصة، وموسى بن عبيدة، وسعيد بن أبي عروبة، وحبيب بن الشهيد، وحجاج الصواف، وحاتم بن أبي صغيرة، وحماد بن سلمة، وسفيان، وشعبة وابن أبي ذئب، ومالك، وخلق كثير، وينزل إلى سفيان بن عيينة ونحوه.[2]
- حدث عنه: علي وأحمد وإسحاق، وابن نمير، وبندار، وأحمد بن سعيد الرباطي، وزهير بن محمد المروزي، وأبو إسحاق الجوزجاني ، وعبد بن حميد، وعلي بن حرب، ومحمد بن عبد الرحيم صاعقة، وأبو بكر الصاغاني، وأبو قلابة الرقاشي، وأحمد بن عبيد الله النرسي، ومحمد بن أحمد بن أبي العوام، ويحيى بن أبي طالب، وإسحاق الكوسج، ويعقوب بن شيبة، والحارث بن أبي أسامة، ومحمد بن يونس الكديمي، وبشر بن موسى، وخلق كثير.

## أقوال العلماء فيه
- أبو بكر البزار : ثقة مأمون.
- أبو حاتم الرازي : صالح، محله الصدق.
- أبو عبد الله الحاكم النيسابوري : ثقة.
- أبو يعلى الخليلي : ثقة، أكثر عن مالك، وروي عنه الأئمة.
- أحمد بن الفرات الرازي : طعن علي روح بن عبادة اثنا عشر أو ثلاثة عشر فلم ينفذ قولهم فيه.
- أحمد بن حنبل : لم يكن به بأس، ولم يكن متهما بشيء.
- أحمد بن شعيب النسائي : ليس بالقوي.
- أحمد بن صالح الجيلي : ثقة.
- ابن حجر العسقلاني : ثقة فاضل له تصانيف، مرة: أحد الأئمة، واحتج به الأئمة كلهم، تكلم فيه بعضهم بلا مستند.
- الخطيب البغدادي : كان كثير الحديث، وكان ثقة.
- الذهبي : الحافظ، صنف الكتب وكان من العلماء.
- زهير بن حرب النسائي : أشد ما رأيت عنه أنه حدث مرة فرد عليه بن المديني اسما فمحاه من كتابه وأثبت ما قال له علي قلت هذا يدل على إنصافه.
- عفان بن مسلم الصفار : كان لا يرضى أمر روح بن عبادة.
- محمد بن سعد كاتب الواقدي : ثقة إن شاء الله.
- مسعود بن أحمد الحارثي : طعن عليه اثنا عشر رجلا فلم ينفذ قولهم فيه.
- هشام بن عبد الملك الطيالسي : لم أره عند عالم قط وكان وراقا.
- يحيى بن معين : ليس به بأس صدوق، حديثه يدل علي صدقه، ومرة: صدوق ثقة، وقيل ليحيى بن معين: زعموا أن يحيى بن سعيد القطان كان يتكلم فيه، فقال: باطل، ما تكلم يحيى القطان فيه بشيء.
- يعقوب بن شيبة السدوسي : كان كثير الحديث جدا صدوقا، وقال: قلت لابن معين زعموا أن يحيى القطان كان يتكلم فيه فقال باطل ما تكلم فيه.[3]